# Дамбергс, Валдемарс
Валдемарс Дамбергс (латыш. Valdemārs Dambergs; 11 [23] мая 1886, Дружноселье, Санкт-Петербургская губерния — 12 июля 1960, Копенгаген) — латвийский поэт, писатель, драматург, переводчик.

## Биография
Родился в России, где его отец работал управляющим в дворянском имении. Переехал в Латвию в 13-летнем возрасте. Окончил отделение классической филологии Юрьевского университета (1916), после чего поступил в резервный полк латышских стрелков. Обучался в юнкерской школе. В 1918—1920 гг. воевал в Сибири в составе белогвардейских стрелковых полков, в июле 1919 года произведён в прапорщики. В октябре 1920 года вернулся в Латвию. Преподавал в Риге, затем в 1935—1939 гг. был директором гимназии в Елгаве, с 1936 г. сотрудничал как драматург с городским драматическим театром.
С 1944 г. в эмиграции в Дании. Возглавлял Латышский национальный комитет в Дании, редактировал газету «Dānijas Latviešu Ziņas». Опубликовал свою переписку с Эдвартом Вирзой и Виктором Эглитом (латыш. Sarakstīšanās ar Edvartu Virzu un Viktoru Eglīti: vēstules; 1954).

## Творчество
По утверждению Иоганнеса фон Гюнтера, учившемуся вместе с Дамбергом в гимназии, своим обращением к поэтическому творчеству Дамбергс был обязан ему:

Вольдемар Дамберг <…> прожил у меня три недели <осенью 1906 года>. Всё это время мы провели в разговорах <…> о поэзии, литературе. Он был ко всему этому восприимчив, и так получилось, что я совратил его на написание стихов. <…> Конечно, большой талант сидел в нём самом, но я его выковал, и Дамберг <…> стал, как представляется, одним из лучших современных латышских поэтов.

Дебютировал в печати в 1907 году книгой стихов «Рисунки» (латыш. Zīmējumi) с предисловием Виктора Эглита, за ним последовал сборник «Барельефы» (латыш. Bareljefi; 1909). Принадлежал к первому поколению латышских поэтов-декадентов, вдохновлялся поэзией Эдгара По, писал письма Александру Блоку, однажды приезжал к нему в Петербург. Раннюю поэзию Дамберга критика называла утончённой в формальном отношении, отмечая, что он в большей степени художник, чем человек чувства. В дальнейшем напечатал также сборники «Ритмы души» (латыш. Dvēseles ritmi; 1921), «Тихий карнавал» (латыш. Klusais karnevāls; 1925) и «Земли Мары» (латыш. Zemes Mārai; 1935).
Перевёл на латышский язык драму Педро Кальдерона «Жизнь есть сон» (1936).
В советской Латвии квалифицировался критикой как «реакционный писатель».